# هيرب بيدرسن
هيرب بيدرسن (بالإنجليزية: Herb Pedersen)‏ هو موسيقي أمريكي، ولد في 27 أبريل 1944 في بيركيلي في الولايات المتحدة.

## وصلات خارجية
- هيرب بيدرسن على موقع ميوزك برينز (الإنجليزية)
- هيرب بيدرسن على موقع أول ميوزيك (الإنجليزية)
- هيرب بيدرسن على موقع ديسكوغز (الإنجليزية)